# Hallfreðar þáttr vandræðaskálds
Hallfreðar þáttr vandræðaskálds (El relato de Hallfreðar Vandræðaskálds) es un relato corto (o þáttr). Su protagonista, Hallfreðr vandræðaskáld, fue un poeta islandés que vivió hacia 1000 y la saga relata una turbulenta relación amorosa con Kolfinna Ámundadóttir y las aventuras del escaldo en sus viajes al extranjero. Tiene similitudes con las sagas de otros poetas, como la Saga de Kormáks o la Saga de Gunnlaugs. En la saga de Hallfreðar hay sin embargo menos énfasis en sus relaciones románticas. Trata sobre su conversión del paganismo nórdico al cristianismo y sobre su relación con Olav Tryggvason, a quien se dedica un famoso poema a su muerte, y otros caudillos noruegos.
La saga es una historia entretenida y muy completa con enlaces a otras sagas, como Heimskringla, lo que sugiere que Snorri Sturluson ya conocía la saga e hizo uso de ella para su obra. 
Se conserva en varios manuscritos del siglo XIV, incluido el Möðruvallabók y el Flateyjarbók, con significativas diferencias entre ambas versiones. Una de ellas, Hallfreðar saga (vandræðaskálds), se considera una saga nórdica.